# Ho Chi Minh Challenger
L'Ho Chi Minh Challenger è stato un torneo professionistico di tennis giocato su campi in cemento. Faceva parte dell'ATP Challenger Series. Si giocava annualmente tra il 1998 e il 2007 a Città di Ho Chi Minh in Vietnam.

## Albo d'oro

### Singolare
| Anno | Campione        | Finalista          | Punteggio          |
| ---- | --------------- | ------------------ | ------------------ |
| 2007 | Pavel Šnobel    | Farruch Dustov     | 6–3, 7–6(3)        |
| 2006 | Zack Fleishman  | Pavel Šnobel       | 7–6(6), 3–0 ritiro |
| 2005 | Wang Yeu-tzuoo  | Tomas Behrend      | 6–3, 7–6(4)        |
| 2004 | Arvind Parmar   | Lu Yen-hsun        | 6–3, 6(3)–7, 6–3   |
| 2003 | Amir Hadad      | Jurij Ščukin       | 6–4, 7–6(2)        |
| 2002 | Takao Suzuki    | Mario Ančić        | 6–4, 6–3           |
| 2001 | Petr Kralert    | Suwandi Suwandi    | 6–2, 2–6, 6–4      |
| 2000 | Jiří Vaněk      | Reginald Willems   | 7–6(5), 6–4        |
| 1999 | John van Lottum | Markus Hipfl       | 7–6, 6–2           |
| 1998 | André Sá        | Juan Antonio Marín | 6–3, 3–6, 6–2      |

### Doppio
| Anno | Campioni                                 | Finalisti                           | Punteggio        |
| ---- | ---------------------------------------- | ----------------------------------- | ---------------- |
| 2007 | Xin-Yuan Yu Zeng Shaoxuan                | Sebastian Rieschick Yen-Tzuoo Wang  | 7–6(2), 6–3      |
| 2006 | Hyung-Taik Lee Cecil Mamiit (2)          | Jacob Adaktusson Dudi Sela          | 6–4, 6–2         |
| 2005 | Cecil Mamiit (1) Eric Taino (2)          | Aisam-ul-Haq Qureshi Orest Tereščuk | 6–3, 2–6, 6–4    |
| 2004 | Rik De Voest (2) Fred Hemmes             | Vadim Kucenko Jurij Ščukin          | 6–3, 6–3         |
| 2003 | Rik De Voest (1) Wesley Moodie           | Rohan Bopanna Fred Hemmes           | 6–3, 3–6, 6–3    |
| 2002 | Amir Hadad Alexander Peya                | Jaymon Crabb Peter Luczak           | 7–6(2), 7–5      |
| 2001 | Takao Suzuki Eric Taino (1)              | Filippo Messori Vincenzo Santopadre | 7–6(7), 2–6, 6–4 |
| 2000 | Michael Hill Todd Woodbridge             | Irakli Labadze Kevin Ullyett        | 6–3, 6–4         |
| 1999 | Juan Ignacio Carrasco Jairo Velasco, Jr. | Justin Bower Jason Weir-Smith       | 6–4, 6–4         |
| 1998 | Mahesh Bhupathi Peter Tramacchi          | Maks Mirny Kevin Ullyett            | 6–4, 6–0         |